# Alžbetin dvor
Alžbetin dvor je slovenský šestidílný televizní seriál, který natočil v roce 1986 režisér Andrej Lettrich podle románových ság Hany Zelinové Alžbetin dvor a Volanie vetra. Děj popisuje osudy zemanského rodu žijícího na Turci v letech 1812 až 1944. V prvním dílu se zbohatlík Mathias Fabici ožení s atraktivní Italkou Alžbetou, věnuje jí kúrii nazvanou podle ní Alžbetin dvor a objedná si její obraz od francouzského malíře. Mladá žena naváže s umělcem milostný poměr a žárlivý manžel ji zavraždí, ukryje její tělo a předstírá, že se utopila. Ve své závěti pak stanoví pravidlo, že na tomto sídle nesmí už nikdy žít žádná žena jménem Alžbeta. Každý díl seriálu je věnován jedné generaci rodu Fabici, stíhaného za dávný zločin nenadálými ranami osudu, na pozadí slovenských dějin 19. a 20. století.

## Obsazení
- Radoslav Brzobohatý — Mathias Fabici
- Jana Zvaríková — Alžbeta Castiglione
- Dušan Jamrich — malíř
- Michal Dočolomanský — právník Benický
- Vladislav Müller — statkář Ruttkay
- Emília Vášáryová — Júlia Fabici
- Magda Vášáryová — Celesta
- Maroš Kramár — Filip Fabici
- Štefan Kvietik — Alfred de Liess
- Zora Kolínska — Hajnalka

## Seznam dílů
- 1. Alžbeta Castiglione
- 2. Prieklaty rod
- 3. Fatamorgána
- 4. Nová zmluva
- 5. Kamenné labute
- 6. Volanie vetra